# الاحتجاجات الإيرانية 2019-20
الاحتجاجات الإيرانية 2019 أو الاحتجاجات على زيادة سعر البنزين هي سلسلة من الاحتجاجات الشعبية الإيرانية ضد زيادة سعر البنزين. بدأت الاحتجاجات مساء يوم 15 نوفمبر 2019، في الأحواز، بعد أن أعلنت الحكومة زيادة سعر البنزين بنسبة 300٪. ثم انطلقت بعد إذ في مختلف أرجاء إيران بما فيها العاصمة الإيرانية طهران، وعلى رأسها المدن الكبرى مثل: عبادان، المحمرة، بوشهر، بهبهان، معشور، مشهد، شيراز، تبريز، سيرجان، كازرون، كرج، مقاطعة غشساران، بيرجند، مقاطعة ممسني، ياسوج وبوكان. وقد اتسعت رقعة الاحتجاجات في اليوم الثاني لتغطي أكثر من خمسين مدينة، ووصل عدد القتلى بين المتظاهرين في الأيام التالية إلى أكثر من 1000 قتيل، إضافة إلى جرح عشرات الآلاف واعتقال ما يزيد عن سبعة آلاف متظاهر، في حين قُتِل ثلاثة أفراد من الأمن، وأُحرِق 731 فرعًا بنكيًّا و140 مبنى حكومي حسبما نشرت بيانات حكومية إيرانية.
ولقد اعترف محمود واعظي، مدير مكتب الرئيس الإيراني في تصريحات للتلفاز الإيراني، يوم الأربعاء 11 ديسمبر/كانون الأول، بحدوث «مجزرة معشور» جنوب الأهواز قتل فيها عشرات المتظاهرين السلميين، لكنه ادعى أن «مسلحين مجهولين هم من أطلقوا النار على المتظاهرين»، بينما أقر عضو هيئة رئاسة البرلمان الإيراني أمير حسين هاشمي، بمقتل الكثير من المتظاهرين أثناء مجزرة معشور جنوب إقليم الأحواز، والتي قامت بها قوات الأمن والحرس الثوري الإيراني ضد المحتجين في 18 نوفمبر/تشرين الثاني 2019.

## خلفية
أدت العقوبات الأمريكية على الحكومة الإيرانية في السنوات القليلة الماضية، إلى جانب سوء الإدارة الاقتصادية وتغوّل الحرس الثوري الإيراني وسيطرته على الاقتصاد الإيراني وزيادة المصاريف العسكرية الإيرانية، خاصة في الخارج الإيراني، إلى حدوث أزمة اقتصادية حادة في إيران. ويُعتبر قرار الحكومة الإيرانية زيادة سعر البنزين بمثابة محاولة لإدارة الأزمة، وقد وصف التلفزيون الحكومي الإيراني هذه التدابير الاقتصادية بأنها وسيلة للمساعدة في تمويل الإعانات لحوالي 60 مليون إيراني. وقد ارتفع سعر الوقود إلى:
- 1500 تومان للتر البنزين العادي ضمن الحصة الشهرية.
- 3000 تومان للتر البنزين خارج الحصة الشهرية.
- 3000 تومان للتر البنزين الممتاز.

## تسلسل زمني

### يناير 2020
في 11 يناير 2020، بعد أن أعلنت السلطات الإيرانية أن القوات العسكرية الإيرانية أسقطت طائرة الخطوط الجوية الدولية الأوكرانية، ما أسفر عن مقتل جميع الركاب وعددهم 176 راكبًا، احتج ثلاثة آلاف شخص في طهران، مع هتافات من بينها «الموت للديكتاتور». استخدمت الشرطة الغاز المسيل للدموع ضد المتظاهرين. وأفاد مسؤولون أن 82 إيرانيًا من بين العديد من الإيرانيين مزدوجي الجنسية كانوا من بين ضحايا الحادث. احتج المئات أمام جامعة أمير كبير للتكنولوجيا. وطالب المتظاهرون المرشد الأعلى علي خامنئي بالاستقالة وهتفوا «الموت للكاذبين» ودعوا الحرس الثوري الإيراني لمغادرة البلاد. جرت أيضًا احتجاجات في جامعة الشريف للتكنولوجيا وفي أصفهان ورشت وساري وهمدان. وردد المتظاهرون هتافات ضد الحرس الثوري، المرشد الأعلى، والنظام السياسي بأكمله للجمهورية الإسلامية.
في 12 يناير، اندلعت احتجاجات مماثلة في جميع أنحاء إيران. في الصباح، تجمع الطلاب في سكن جامعة طهران وهتفوا ضد المرشد الأعلى. كان هناك قرابة 3000 مشارك في المظاهرة الرئيسية في طهران وفقًا لوكالة أنباء العمل الإيرانية. في مقاطع فيديو على مواقع التواصل الاجتماعي نُشرت مساء ذلك اليوم في موقع بالقرب من ساحة آزادي في طهران، ظهرت أصوات أعيرة نارية وبرك من الدماء على الأرض وجرحى يُحملون وأفراد أمن يحملون بنادق. وصرح حسين رحيمي من شرطة طهران في اليوم التالي أن الشرطة تلقت أوامر بضبط النفس ولم تطلق النار خلال الاحتجاجات. وكتبت صحيفة اعتماد الإيرانية اعتذروا واستقيلوا في عنوان رئيسي. ووصف الرئيس الإيراني الهجوم الصاروخي بأنه خطأ لا يغتفر.
استمرت الاحتجاجات في طهران في 13 يناير، بما في ذلك 40 طالبًا في إحدى جامعات طهران هتفوا قتلوا نخبنا واستبدلوها برجال دين، في إشارة إلى الطلاب الإيرانيين الذين لقوا حتفهم على متن الرحلة AUI752.
في الفيديو الذي ظهر على الإنترنت، رفض العديد من طلاب جامعة طهران علانية المشي فوق العلمين الأمريكي والإسرائيلي اللذين كانا رمزًا لسياسة الدولة الخارجية المعادية لأمريكا ومعاداة الصهيونية منذ قيام الجمهورية الإسلامية. رُسمت الأعلام حتى يمشي المتظاهرون عليها وهم يسيرون.
في 14 يناير، واصل الطلاب في جامعات مختلفة في طهران ومدن إيرانية أخرى الاحتجاج ضد النظام وعلي خامنئي. في جامعة أمير كبير، اشتبك المتظاهرون والباسيج بعنف. وردد طلاب في جامعة طهران هتافات «سنموت لاستعادة إيران» و«الموت لمفهوم (المرشد الأعلى)».
في 15 يناير 2020، نظم الطلاب في أصفهان ومدن إيرانية أخرى يومهم الخامس من الاحتجاجات، بعد أن اعترفت حكومة آية الله خامنئي بإسقاط طائرة الركاب الأوكرانية. ورفع الطلاب لافتات تظهر 1500 + 176 ما يعني أن 176 راكبًا بريئًا أضيفوا إلى 1500 قُتلوا في انتفاضة نوفمبر.
في 16 يناير 2020، خطط المتظاهرون للتوجه إلى شارع فاليسار إلى مقر إذاعة جمهورية إيران الإسلامية في العاصمة طهران، لكن التواجد الكثيف في ذلك الشارع منعهم من ذلك. كما اتخذت شرطة مكافحة الشغب مواقع في عدة نقاط رئيسية أخرى لمنع التجمعات الجنائزية لمن قتلوا في الهجوم الصاروخي على رحلة AUI752. ومع ذلك، حضر العديد من المعزين الجنازات.

### فبراير 2020
في الذكرى الأربعين لإحياء ذكرى ضحايا رحلة الخطوط الجوية الدولية الأوكرانية 752 في جامعة أمير كبير في 16 فبراير، هتف الطلاب ضد النظام الحاكم ودعوا إلى مقاطعة الانتخابات البرلمانية لعام 2020.
في 25 فبراير 2020، أعلن مركز حقوق الإنسان في إيران أن محكمة في إيران حكمت على خمسة أشخاص اعتقلوا خلال انتفاضة نوفمبر بفترات سجن مختلفة تتراوح بين 18 شهرًا و11 عامًا. كما تعرض المعتقلون الخمسة، الذين تتراوح أعمارهم بين 29 و51 عامًا، لعدد مختلف من الجلدات. واتهمتهم محكمة الولاية بالتواطؤ ضد الأمن القومي والدولي والدعاية ضد النظام.
دعت منظمة هيومان رايتس ووتش مجلس حقوق الإنسان التابع للأمم المتحدة في جنيف إلى اتخاذ إجراء عاجل فيما يتعلق بالقمع الوحشي لاحتجاجات نوفمبر في إيران. قال مايكل بيج، نائب مدير المنظمة لشؤون الشرق الأوسط إن «السلطات الإيرانية تواجه الآن الاحتجاجات الشعبية بمستوى مذهل من العنف».

### يوليو 2020
يقال إن 237 حركة احتجاجية تشكلت في 85 مدينة في إيران في يوليو 2020. في 16 يوليو 2020، وسط تواجد أمني مكثف، نزل المتظاهرون إلى شوارع بهبهان وهتفوا «لا نريد نظامًا دينيًا» و «لا غزة ولا لبنان، حياتي فقط من أجل إيران». وأطلقت القوات الأمنية الغاز المسيل للدموع لتفريق المتظاهرين، بحسب ما قال لرويترز. كما أبلِغ عن وجود أمني مكثف في مدن إيرانية أخرى مختلفة.

#### قطع الإنترنت
عشية الاحتجاجات، بدأت السلطات الإيرانية في قطع اتصالات الإنترنت ووسائل التواصل الاجتماعي. حُظر الإنترنت فعليًا بعد قرار المجلس الأعلى للأمن القومي الإيراني بإغلاقه لمدة 24 ساعة.
بسبب الرقابة على الإنترنت في إيران، عارضت الحكومة الإيرانية وقوات الحرس الثوري الإسلامي دائمًا انضمام الإيرانيين إلى الشبكات الاجتماعية الشعبية مثل فيسبوك وتويتر وغيرها. لذلك، حُظرت الشبكات الاجتماعية الشعبية من قبل الموجودين في إيران، وبسبب الاحتجاجات الإيرانية، زادت الرقابة على الإنترنت في إيران. لكنهم قرروا الآن قطع الإنترنت في إيران.
ذكر موقع نيت بلوكس أن المستخدمين أبلغوا لأول مرة عن انقطاع الخدمة في مشهد في 15 نوفمبر. زادت الاضطرابات من حيث المدى والشدة مع تأثير واضح أيضًا على مخططات الاتصال الشاملة. عُطل أكبر مشغلي شبكات الهاتف المحمول في إيران، بما في ذلك إم سي آي ورايتل وإيران سيل، مساء يوم 16 نوفمبر 2019. بحلول 20 نوفمبر، كان الاتصال الوطني عند 5% من المستويات العادية، ما يجعل من الصعب مراقبة انتهاكات حقوق الإنسان وتغطية الحوادث على الأرض.
كما شوشت الحكومة اتصالات القنوات الفضائية وأرسلت رسائل مجهولة إلى أشخاص بالقرب من مواقع الاحتجاج تقول: «نحن نعلم أنك هنا».
في 21 نوفمبر 2019، لوحظ عودة صغيرة للاتصال بواسطة نيت بلوكس، إلى جانب تقارير تفيد بأن بعض المستخدمين قد عادوا عبر الإنترنت؛ وصل الاتصال الوطني إلى 8%.

### 15 نوفمبر
في الساعات الأولى من يوم 15 نوفمبر، وإثر إعلان الحكومة الإيرانية عن قرار رفع أسعار المحروقات بنسبة 300 ٪، بدأت الاحتجاجات الشعبية في مختلف المدن في إيران، حيث انطلقت أوّلًا في الأحواز، ثم توالت التجمعات في معشور، المحمرة، العميدية، عبادان، بهبهان، سيرجان، دوغنبدان، شيراز، زاهدان ومشهد.
وبحسب ما ورد من تقارير فقد قُتل أحد المحتجين في سيرجان بعد أن فتحت قوات الأمن النار عليه. هذا وأضرم متظاهرون آخرون في المدينة النار في محطة وقود، وهتفوا «روحاني اخجل من نفسك واترك البلاد بحالها، أيها الديكتاتور اخجل من نفسك واترك البلاد بحالها». بينما طالب المتظاهرون في الأحواز الناس بمقاطعة شراء الوقود وقطع الطرقات وتعطيل حركة المرور من خلال وقف سياراتهم وسط الطرق، علامة على الاحتجاج تجاه قرار الحكومة الإيرانية.
في حين قام المتظاهرون في مشهد، ثاني أكبر مدينة في إيران، بوقف حركة المرور في الشوارع بقطع الطرق السريعة. من جانب متصل، تجمع المتظاهرون في وقت متأخر من الليل في مدينة القدس، إحدى الضواحي الشمالية الغربية لطهران، ودمروا سيارة للشرطة.

### 16 نوفمبر
في 16 نوفمبر، استمرت الاحتجاجات بالتوسع لليوم الثاني على التوالي، إذ اتسعت رقعة الاحتجاجات الشعبية حجمًا وكثافة. وقد تجمع المتظاهرون في أكثر من خمسين مدينة مُندّدين بالارتفاع المفاجئ في الأسعار، حيث انضمت العديد من المدن الكبرى للموجة الاحتجاجية، أبرزها العاصمة الإيرانية طهران، إضافة إلى مدن تبريز، أصفهان وشيراز. إثر ذلك بدأت قوات قوات الأمن بإطلاق النار على المتظاهرين بالرصاص الحي في محاولة لتفريقهم، مما أسفر عن مقتل ما لا يقل عن عشرة محتجين في أصفهان، بهبهان، كرمانشاه، كرج وشيراز. واستهدفت هتافات المتظاهرين النظام وقادته، وكانت أبرز الشعارات التي أطلقها المتظاهرون: «الموت للديكتاتور»، «لا غزة، ولا لبنان، روحي فقط لإيران».
وكانت أبرز الأحداث التي شهدها هذا اليوم، هو حرق العديد من البنوك في إسلام شهر، بهبهان، طهران، إضافة إلى حرق حوزة دينية واحدة في إصفهان. كذلك أحرق المتظاهرون في شهريار، نصبًا يصور عمامة روح الله الخميني، مؤسس الجمهورية الإسلامية.
اشتداد الأزمة واتساع حجم الاحتجاجات، أدّى هو الآخر إلى أن تقطع الحكومة الإيرانية الإنترنت عن المستخدمين في جميع أرجاء البلاد.

### 17 نوفمبر
استمرت الاحتجاجات لليوم الثالث في إيران، وسط تقارير تفيد بأن عشرات الأشخاص قد قتلوا على أيدي قوات الأمن منذ بدء التجمعات في 15 نوفمبر. ذكرت وكالات الأنباء الرسمية أنه تم اعتقال أكثر من 1000 شخص حتى الآن وأن الاحتجاجات امتدت إلى أكثر من 100 مدينة في إيران.
قام أصحاب المحلات في طهران وأصفهان بإغلاق محلاتهم وقاموا بالإضراب احتجاجًا على ذلك. من ناحية أخرى قام طلاب جامعة تبريز بترك الدراسة وتظاهروا داخل الجامعة.

### 18 نوفمبر
مع الساعات الأولى من صباح يوم الـ 18 من تشرين الثاني/نوفمبر؛ نشرت جريدة نيويورك تايمز وثائقَ مُسرَّبة كشفت عن تجنيدِ إيران لعملاء سابقين في السي آي إيه بعد الانسحاب الأمريكي من العراق كما كشفت عن تغلغل طهران في مفاصل الدولة العراقيّة. بعدها بساعتينِ؛ صرَّح المتحدث باسم الحكومة الإيرانية قائلًا: «إنَّ صوت الاحتجاجات وصل للحكومة التي تهتمُّ بهواجس الناس ... خلال الأيام الماضية تم استخدام الأسلحة وإحراق محطات بنزين وهذا غير مقبولٍ» ثم تبعهُ الحرس الثوري الإيراني عبر بيانٍ رسميّ قال فيهِ إنه «سيرد بقوة على محاولات نشر الفوضى في البلاد إذا ما دعت الحاجة إلى ذلك.» بحلول السادسة من مساء اليوم (بالتوقيت المحليّ)؛ تحدثت وسائل إعلام إيرانية عن تجدّد الاحتجاجات في العاصمة طهران وعن اعتقالِ 150 شخصا من قادة الاحتجاجات في محافظة البرز شمالي البلاد، وفي العاشرة مساءً (بالتوقيت المحلّي دومًا) خرجَ وزير الخارجية الإيراني جواد ظريف في تصريحاتٍ صحفيّة مقتضبة قالَ فيها «إنَّ إعلان مسؤولين أمريكيين دعمهم للشعب الإيراني هو كذبٌ واضحٌ» محذرًا من «خطورة» هذه الاحتجاجات.

### 19 نوفمبر
تواصلت الاحتجاجات في مناطق متفرّقة من إيران على الرغمِ من أن زخمها قلّ؛ فيمَا اعترفَ مصدرٌ حكوميّ إيراني – لم يكشف عن نفسه – في حديثٍ لوكالة رويترز للأنباء عن مقتلِ عددٍ من الأشخاص خلال احتجاجات الأيام الماضية في مدينة مريوان غربي البلاد. من جانبٍ آخر أعربَ مكتب الأمم المتحدة لحقوق الإنسان عن قلقه إزّاء استخدامِ الأمن الإيراني الرصاص الحيّ لتفريق المتظاهرين ثمّ حثَّ السلطات الإيرانية على إعادة خدمة الإنترنت للبلاد واحترامِ حق المتظاهرين في حرية التعبير. أصدرت منظمة العفو الدولية في نفسِ اليوم تقريرًا مُفصَّلًا تحدثت فيه عن مقتل 106 متظاهرًا في 21 مدينة إيرانية وفقًا لما جمعتهُ من التقارير التي حصلت عليها مُطالبةً هي الأخرى السلطات في طهران باحترام حقوق الإنسان.
بحلول التاسعة من مساء اليوم بالتوقيتِ المحلي؛ قالَ مكتب المرشد الإيراني «إنَّ ما جرى خلال الأيام الماضية لم يكن تحركًا شعبيًا بل كان فعلًا أمنيًا ضدّ البلاد» مُضيفًا: «ليعلم الجميع بأننا أجبرنا «الأعداء» على التراجع عسكريًا وسياسيًا وأمنيًا في المرحلةِ السابقة وسنجبرهم على التراجع في ما يخص الحرب الاقتصادية المفروضة على البلاد.»

## الخسائر
- 15 نوفمبر: قُتل رجل في مدينة سيرجان وأصيب العديد من المتظاهرين بعد أن فتحت قوات الأمن النار عليهم.[41][42]
- 16 نوفمبر: قُتل 10 أشخاص في مظاهرات يوم السبت.[26]
- 21 نوفمبر: بلغ عدد القتلى إلى أكثر من 150 قتيلا مع آلاف المصابين والجرحى، وذكرت وكالات الأنباء والصحف أن قوات تابعة للاستخبارات أخرجوا 36 جثة لمحتجين قتلوا في التظاهرات، من مستشفى التأمين الاجتماعي في طهران، في سيارة نقل اللحوم. وأضاف المصدر أن عدد القتلى في مستشفيات سجاد كرج، وشهريار، ومدني كرج، والبرز كرج، بلغ 118 قتيلا.[14][15]
- 27 نوفمبر: نشرت وكالة الجمهورية الإسلامية الإيرانية للأنباء يوم الأربعاء 27 نوفمبر تصريحات لوزير الداخلية عبد الرضا رحماني فضلي قال فيها إن نحو 731 مصرفا و140 مقرا حكوميا أضرمت فيها النار خلال الاضطرابات الراهنة في إيران، وأضاف أن أكثر من 50 قاعدة تستخدمها قوات الأمن هوجمت ونحو 70 محطة غاز أُحرقت.[43]

## ردود الفعل

### وطنية
- رضا بهلوي الثاني غرد أن الجمهورية الإسلامية لم تجلب سوى الفقر والمعاناة للشعب الإيراني. وقال أيضًا إن الشيء الوحيد الذي تقدمه الجمهورية الإسلامية مجانًا هو النفط لحلفائها في المنطقة، في إشارة إلى رئيس النظام السوري بشار الأسد.[44]
- بروانة سلحشوري عضو في البرلمان الإيراني صرحت أن قرار زيادة سعر الوقود لم يتخذ من قبل مجلس الشورى الإسلامي بل من قبل رؤساء الفروع الثلاثة. صرحت بروانة «لقد مر وقت منذ مشاركة البرلمان في عملية صنع القرار»، وفي إشارة إلى البرلمان قالت: «إن المظهر الأخير للديمقراطية التي لدينا لم يعد كما كان. أغلقوا البرلمان المقبل، إنه فعل المقاومة الاقتصادية».[45]
- طلب آية الله العظمى محمد علي غورغاني من الحكومة «تغيير قرارها بزيادة أسعار الوقود قبل فوات الأوان».[26]

### دولية
- وزير الخارجية الأمريكي مايك بومبيو أيد المظاهرات وذكر أن «الولايات المتحدة مع الشعب الإيراني».[46]